# Liste der Kulturdenkmäler in Hahnstätten
In der Liste der Kulturdenkmäler in Hahnstätten sind alle Kulturdenkmäler der rheinland-pfälzischen Ortsgemeinde Hahnstätten einschließlich des Ortsteils Zollhaus aufgeführt. Grundlage ist die Denkmalliste des Landes Rheinland-Pfalz (Stand: 8. Dezember 2023).

## Einzeldenkmäler
| Bezeichnung                           | Lage                                                      | Baujahr                           | Beschreibung | Bild                           |
| ------------------------------------- | --------------------------------------------------------- | --------------------------------- | --- | ------------------------------ |
| Bahnhof Hahnstätten                   | Hahnstätten, Aarstraße 4 Lage                             | 1869/70                           | ehemaliger Bahnhof der Aartalbahn; spätklassizistisches Stationsgebäude mit Güterschuppen, 1869/70                                                                             | weitere Bilder Fotos hochladen |
| Gasthof Nassauer Hof                  | Hahnstätten, Aarstraße 35 Lage                            | 18. Jahrhundert                   | stattlicher Fachwerkbau, Mansarddach, 18. Jahrhundert | weitere Bilder Fotos hochladen |
| Biebersteinsches Schloss              | Hahnstätten, Aarstraße 39–41 Lage                         | 16. Jahrhundert                   | kleine ehemalige Wasserburg; Dreiflügelanlage, Treppenturm, 16. Jahrhundert | Fotos hochladen                |
| Hofanlage                             | Hahnstätten, Aarstraße 48 Lage                            | 18. Jahrhundert                   | Hofanlage; sechsachsiger Mansarddachbau mit Halbwalmdach, teilweise massiv, sonst wohl Fachwerk des 18. Jahrhunderts, verputzter Fachwerk-Stall, teilweise massiv              | weitere Bilder Fotos hochladen |
| Wohnhaus                              | Hahnstätten, Brückenstraße 9 Lage                         | 1792                              | Mansardwalmdachbau, verputzt oder Fachwerk, bezeichnet 1792 | weitere Bilder Fotos hochladen |
| Hofanlage                             | Hahnstätten, Brückenstraße 16 Lage                        | 18. Jahrhundert                   | Hofanlage; Mansarddachbau mit Halbwalmdach, verputzt, wohl Fachwerk des 18. Jahrhunderts, zweiflügeliger Wirtschaftstrakt                                                      | Fotos hochladen                |
| Wohnhaus                              | Hahnstätten, Hohlenfelsbachstraße 1 Lage                  | 17. oder 18. Jahrhundert          | Wohnhaus einer Hofanlage; Walmdachbau, verputzt, wohl Fachwerk des 17. oder 18. Jahrhunderts                                                                                   | Fotos hochladen                |
| Wohnhaus                              | Hahnstätten, Hohlenfelsbachstraße 2 Lage                  | 18. Jahrhundert                   | Wohnhaus einer Hofanlage; fünfachsiger Mansarddachbau, verputzt, teilweise verschiefert, wohl Fachwerk des 18. Jahrhunderts                                                    | weitere Bilder Fotos hochladen |
| Hofanlage                             | Hahnstätten, Kirchgasse 7 Lage                            | frühes 18. Jahrhundert            | Hofanlage; Fachwerkwohnhaus, frühes 18. Jahrhundert, Wirtschaftsgebäude und Scheune, Bruchsteinmauerwerk, 19. Jahrhundert, Hofeinfahrt mit Eisengitter, alte Basaltpflasterung | weitere Bilder Fotos hochladen |
| Hofanlage                             | Hahnstätten, Kirchgasse 15 Lage                           | 1716                              | Hofanlage; Fachwerkhaus, verputzt und verschiefert, bezeichnet 1716, Wirtschaftsgebäude, Stallgebäude                                                                          | weitere Bilder Fotos hochladen |
| Rathaus                               | Hahnstätten, Kirchgasse 20 Lage                           | erste Hälfte des 18. Jahrhunderts | ehemalige Schule und Lehrerwohnhaus; Fachwerkbau, teilweise massiv, erste Hälfte des 18. Jahrhunderts, Fachwerkanbau, teilweise massiv, 19. Jahrhundert                        | weitere Bilder Fotos hochladen |
| Wohnhaus                              | Hahnstätten, Kirchgasse 23 Lage                           | 18. Jahrhundert                   | Mansarddachbau, teilweise massiv, verputzt und verschiefert, wohl Fachwerk des 18. Jahrhunderts                                                                                | Fotos hochladen                |
| Evangelische Pfarrkirche St. Nikolaus | Hahnstätten, Kirchgasse 24 Lage                           | erste Hälfte des 13. Jahrhunderts | Saalbau, erste Hälfte des 13. Jahrhunderts, Schiff im oberen Teil wohl aus dem 17. Jahrhundert                                                                                 | weitere Bilder Fotos hochladen |
| Friedhof                              | Hahnstätten, Kirchgasse, bei Nr. 24 Lage                  |                                   | Friedhof mit Familiengruft der Familie von Bieberstein, neugotische Kapelle | weitere Bilder Fotos hochladen |
| Wohnhaus                              | Hahnstätten, Marktstraße 2 Lage                           | um 1900                           | hochaufragender Klinkerbau, um 1900 | BW                             |
| Wohnhaus                              | Hahnstätten, Welschbachstraße 1, Netzbacher Straße 3 Lage | 18. Jahrhundert                   | nachträglich geteiltes Fachwerkhaus, 18. Jahrhundert, um Kniestock erhöht | BW                             |
| Bahnhof Zollhaus                      | Zollhaus, Aarstraße 223 Lage                              | 1869/70                           | spätklassizistisches Empfangsgebäude der Aartalbahn, 1869/70 | Fotos hochladen                |
| Katholische Filialkirche              | Zollhaus, In der Schliem 6 Lage                           | 1929                              | Bruchsteinbau, 1929; Gesamtanlage mit westlich der Kirche gelegenem Fachwerkbau, 19. Jahrhundert                                                                               | Fotos hochladen                |